# تپه حیدرآباد
تپه حیدر آباد مربوط به هزاره۱ قبل از میلاد است و در شهرستان جویبار، بخش مرکزی، روستای حیدر آباد واقع شده و این اثر در تاریخ ۱۷ اسفند ۱۳۸۱ با شمارهٔ ثبت ۷۸۵۵ به‌عنوان یکی از آثار ملی ایران به ثبت رسیده است.